# Contrebandier

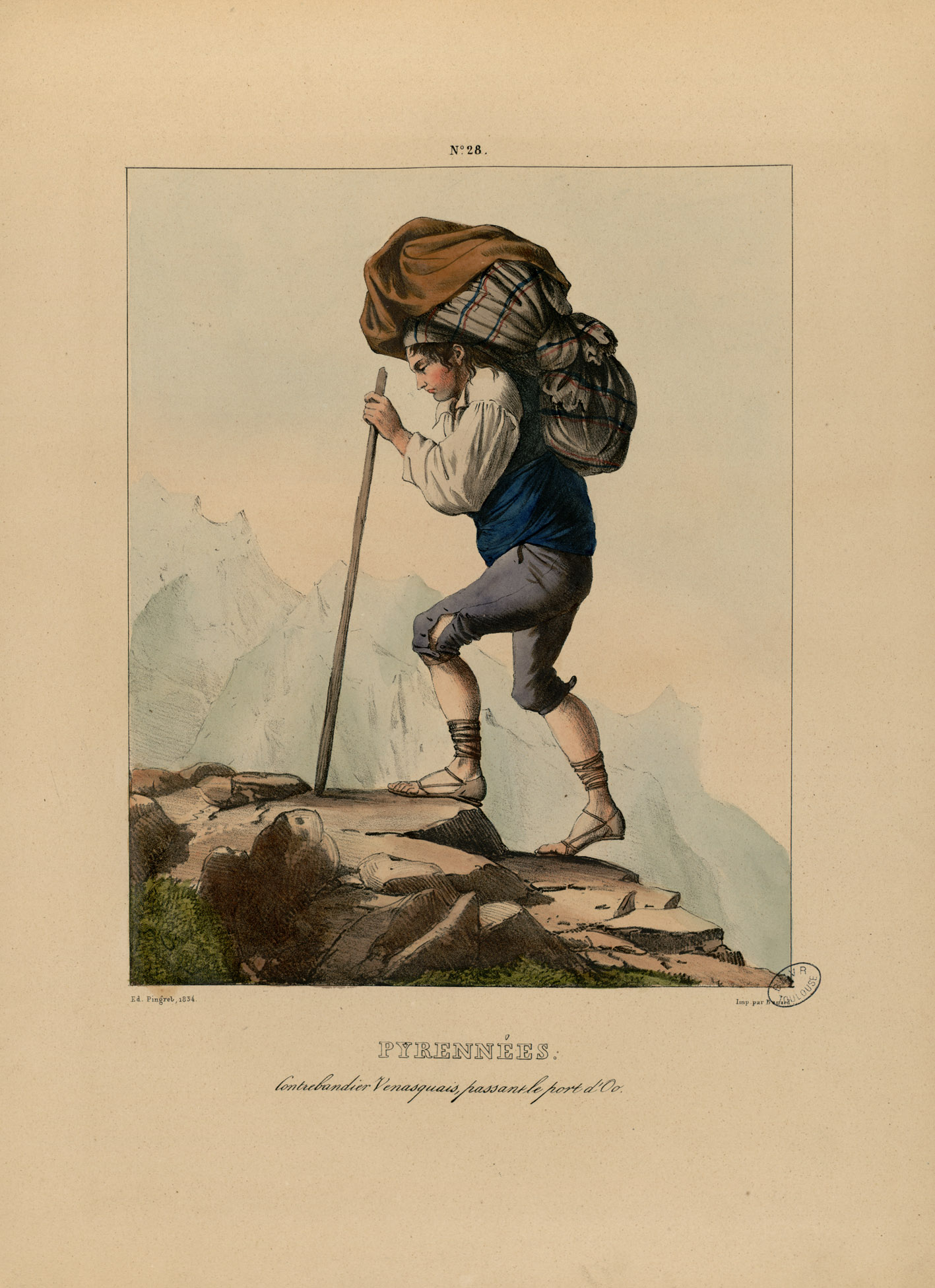
Contrebandier venasquais passant le port d'Oo dans les Pyrénées

Un contrebandier est une personne qui souvent, telle une image d'Epinal, traverse les frontières pour vendre des produits (tabac, alcool, armes, vêtements...) d'une contrée à un pays qui ne peut posséder soit législativement, soit financièrement cette denrée.

## Explication
L'échange est financier ou matériel (contre d'autres biens). Contrairement à une idée répandue, tous les contrebandiers ne franchissent pas les frontières selon les termes du code des douanes françaises. L'emploi non autorisé du fioul, pour ne citer qu'un exemple, est considéré comme de la contrebande car il n'y a pas eu paiement des taxes adéquates. Pour autant, il n'y a pas eu franchissement de frontière.
Un contrebandier est souvent (mais pas toujours) hors-la-loi au sens commun du terme, car le pays d'où vient la marchandise ne reçoit pas de taxes d'exportation et l'état où l'on vend le produit ne peut prélever aucune charge fiscale, puisque l'échange est clandestin.

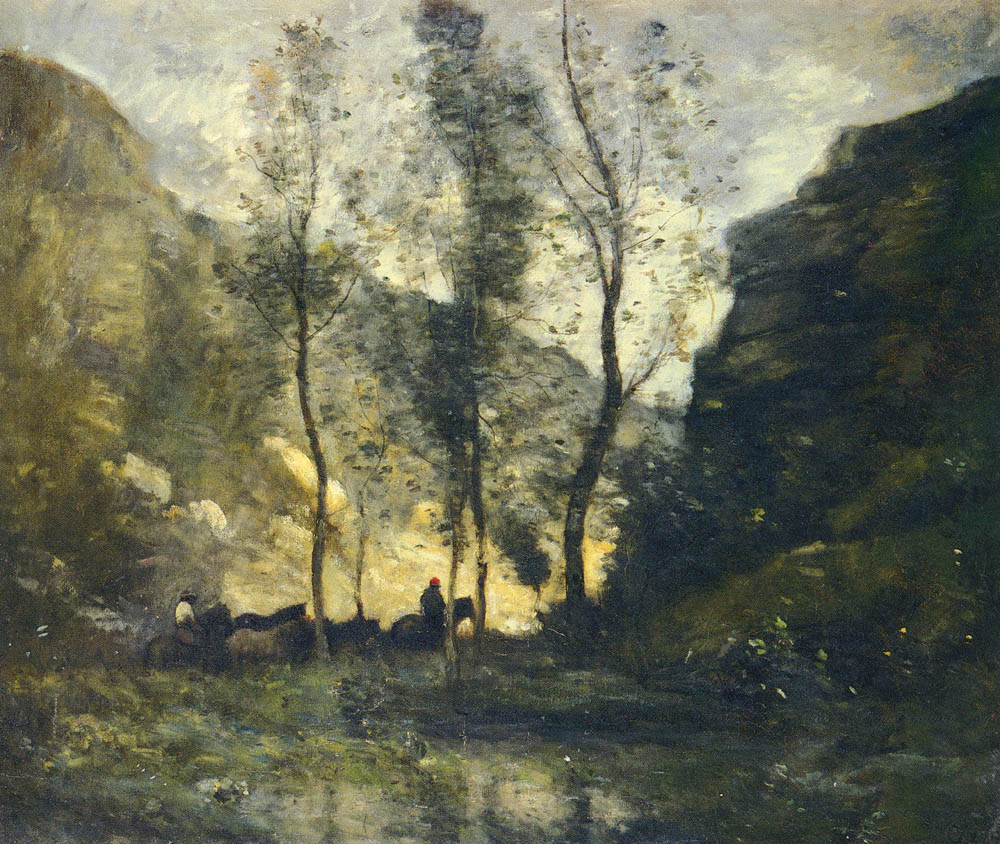
Les Contrebandiers
Camille Corot, 1871-1872
Collection privée
Vente 2005

Au XVIIIè siècle, le Guiers, rivière entre le royaume de France et le royaume de Piémont-Sardaigne a été le lieu de passage de nombreux contrebandiers. Le plus célèbre d'entre eux fut Louis Mandrin. Aujourd'hui, à St Genix sur Guiers un site de visite original "Le Repaire Louis Mandrin" propose de vivre une aventure de contrebande en compagnie de Louis Mandrin. 
Au début du XXe siècle, s'est établie entre les États-Unis et le Canada d'une part et les Antilles, Saint-Pierre-et-Miquelon d'autre part, une contrebande d'alcool très importante effectuée par les bootleggers ou trafiquants d'alcool. Cette pratique prit naissance en 1917 aux États-Unis dès son entrée dans la Première Guerre Mondiale et fut codifiée en 1919 par le Volstead Act (du nom du sénateur américain qui la fit voter) plus connue sous le nom de prohibition. Cette loi interdisait à « toute personne de vendre, posséder, importer, exporter ou transporter de l'alcool ». Cette période de stricte restriction d'alcool se prolongea jusqu'en 1935 et fut propice à tous les trafics dont ceux du célèbre Al Capone impliqué dans la Guerre des Gangs réprimée par Eliot Ness et ses Incorruptibles.

## Contrebandiers historiques
- Al Capone
- Joan March Ordinas
- Louis Mandrin